# Ларрі Мартін
Ларрі Дін Мартін (англ. Larry Dean Martin; 8 грудня 1943 — 9 березня 2013) — американський палеонтолог. Куратор Музею природничої історії та Центру досліджень біорізноманіття Канзаського університету. Серед його досягнень — дослідження тріасової рептилії Longisquama та теропод (або птахів) Caudipteryx і Dakotaraptor. Він «був провідним противником теорії про те, що птахи — це „живі динозаври“». Він також з'явився у кількох телевізійних документальних фільмах про динозаврів, в тому числі у «Бійцівський клуб юрського періоду» (Jurassic Fight Club).
9 березня 2013 року він помер від раку у віці 69 років.